# Pałacyk Cukrowników

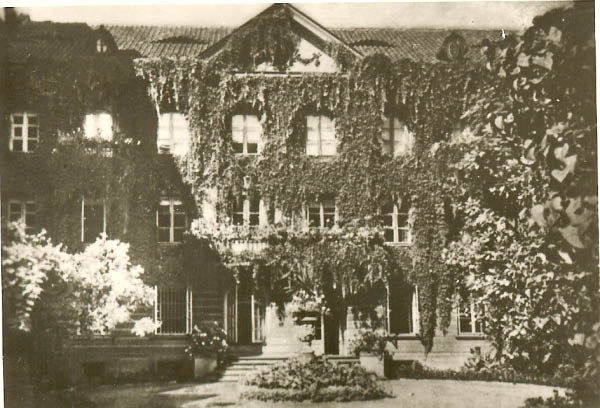
Korpus główny pałacyku ok. 1937 roku

Pałacyk Cukrowników, właśc. pałacyk Zjednoczenia Cukrownictwa lub pałac Zjednoczenia Cukrowników – zabytkowy pałacyk znajdujący się przy ul Mokotowskiej 25 w Warszawie. Siedziba Instytutu Adama Mickiewicza.

## Opis
Do lat 70. XIX wieku posesja stanowiła część obszernej nieruchomości należącej do Józefa Kaczyńskiego. W 1878 powstał tam parterowy dworek Kazimiery z Kaczyńskich Ćwierciakiewiczowej. W 1907 roku dworek wraz z rozbudowanymi oficynami przejął potomek Józefa, Mieczysław Kaczyński, który założył i prowadził tam drukarnię, zakład litograficzny oraz wytwórnię toreb (wspólnie z Wacławem Cywińskim).
W 1910 roku budynek został wynajęty na siedzibę zarządu spółek akcyjnych lubelskich cukrowni „Zbierski”, „Garbów”, „Lublin” i „Nielepów”. Prace adaptacyjne zlecono około 1915 roku Tadeuszowi Zielińskiemu. W 1922 roku Zarząd Cukrowni Lubelskich zakupił nieruchomość. Dworek rozbudowano i całkowicie przekształcono oraz wzniesiono nowe, piętrowe oficyny (również według projektu Tadeusza Zielińskiego). Korpus główny pałacyku, posadowiony ukośnie w stosunku do linii ulicy, uzyskał ośmioosiową fasadę osadzoną na niskim pasie cokołu.
W 1935 roku pałacyk został zakupiony przez Mieczysława Broniewskiego, specjalistę z dziedziny cukrownictwa, który zaadaptował budynek na rodzinną rezydencję według projektu Antoniego Jawornickiego. Wówczas nad każdą z oficyn, u podstawy dachu umieszczono rzeźby amorka z towarzystwie zajączków (lewa oficyna) bądź cieląt (prawa oficyna). Zarząd Cukrowni Lubelskich przeniósł się natomiast do kamienicy przy ul. Koszykowej 8.
Podczas II wojny światowej w pałacyku mieściły się biura sprzedaży podwarszawskich cukrowni.
Budynek został lekko uszkodzony w 1944 roku. Po 1945 roku był siedzibą Klubu Inteligencji Pracującej Związku Walki Młodych, a od 1971 roku − Instytutu Matematycznego Polskiej Akademii Nauk. W korpusie głównym zachowały się elementy przedwojennego wystroju.
W 1977 pałacyk wraz z dziedzińcem i ogrodzeniem został wpisany do rejestru zabytków. W 2000 roku nieruchomość zwrócono spadkobiercy ostatniego właściciela. Od 2005 roku pałacyk jest własnością Instytut Adama Mickiewicza.
W 2010 roku na bramie wjazdowej odsłonięto tablicę upamiętniającą założycieli Instytutu: Andrzeja Zakrzewskiego i Bronisława Geremka.